# تابان وينتورث
تابان وينتورث هو محامي وسياسي أمريكي، ولد في 24 فبراير 1802 في دوفر في الولايات المتحدة، وتوفي في 12 يونيو 1875 في لوويل في الولايات المتحدة. نشط حزبياً في حزب اليمين. وقد انتخب عضو مجلس نواب ماساتشوستس ‏ وانتخب عضو مجلس النواب الأمريكي ‏.